# Bimota GB1
La Bimota GB1 es una motocicleta de competición creada por la compañía italiana Bimota, empleando un motor Gilera.

## Características
La GB1 es una motocicleta con un chasis multitubular de acero, equipada con un motor monocilíndrico de cuatro tiempos, con refrigeración líquida. El motor se trataba del empleado en la Gilera RC750, motocicleta vencedora del Rally de Túnez de 1993. La instalación del motor fue directa desde la moto de rally raid, sin modificaciones, por lo que originalmente su comportamiento no era el más adecuado para un circuito de velocidad. Pese a ello el monocilíndrico tenía grandes posibilidades de desarrollo.
El chasis de la GB1 está realizado con tubos de acero al cromo-molibdeno, de sección circular, soldados siguiendo un esquema triangular para formar una estructura de alta resistencia y reducido peso, que se queda en 6,5 kg. Para el basculante se empleó aluminio, empleando también un entramado tubular, esta vez de sección oval. Ambas piezas se unen mediante dos placas mecanizadas de aleación de aluminio 7300. Las suspensiones están tomadas directamente de la Bimota DB2, con horquillas delanteras convencionales Paioli de 41 mm y un monoamortiguador trasero Öhlins.
El objetivo de la Bimota GB1 era participar en el campeonato Supermono, pero Piaggio, propietaria de Gilera, detuvo su línea de motores monocilíndricos de cuatro tiempos de alta cilindrada, con lo que la Bimota GB1 no tuvo continuidad, fabricándose tan sólo dos unidades. Posteriormente Bimota realizó otra motocicleta fácilmente adaptable para el campeonato de monocilíndricas, la Bimota BB1, en esta ocasión empleando el motor austríaco Rotax de la BMW F650.